# Tobias von Oesterreicher
Tobias svobodný pán von Oesterreicher (německy Tobias Leopold Freiherr von Oesterreicher/Österreicher) (13. června 1831 Písečné – 26. srpna 1893 Vídeň) byl rakousko-uherský admirál židovského původu. U c. k. námořnictva sloužil od roku 1848 a zúčastnil se několika válek. Proslul svými aktivitami v kartografii a mapovým zpracováním pobřeží Jaderského moře, své poznatky uplatnil i jako spisovatel. Za zásluhy byl povýšen do šlechtického stavu a v roce 1874 získal titul barona. V letech 1874–1876 vedl obchodně-diplomatickou misi na Dálný východ a po návratu byl vysokým úředníkem v námořní sekci na rakousko-uherském ministerstvu války (1876–1881). Po odchodu do penze získal hodnost kontradmirála (1882).

## Životopis

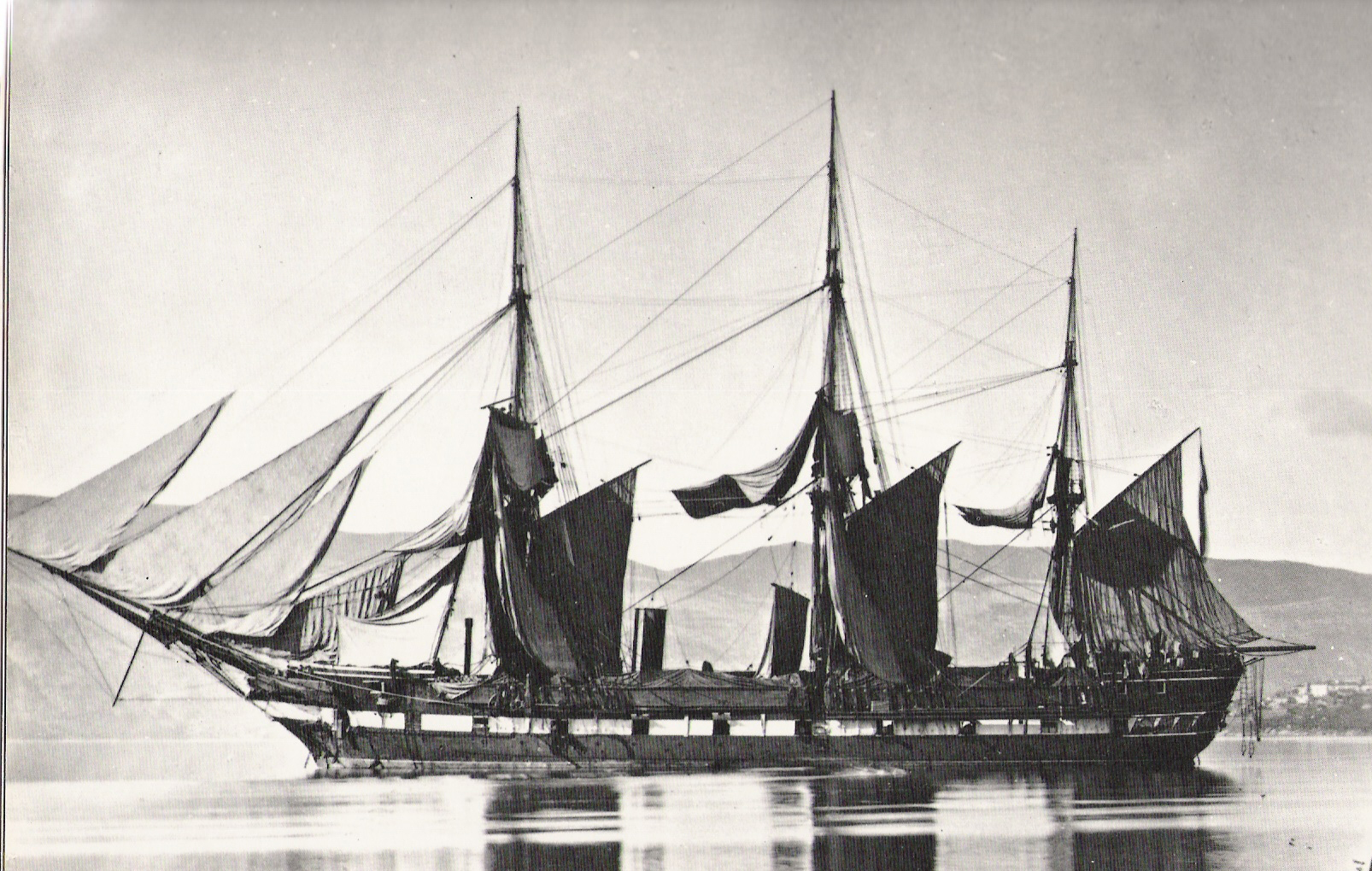
Korveta SMS Erzherzog Friedrich, vlajková loď Tobiase Oesterreichera během cesty kolem světa (1874–1876)

Byl synem židovského obchodníka Josefa Oesterreichera a narodil se v Písečném na jižní Moravě. Studoval Polytechniku ve Vídni, námořní školu v Terstu a v roce 1848 vstoupil jako kadet k námořnictvu. Během revolučních bojů v Itálii v roce 1849 se na fregatě SMS Guerriera zúčastnil blokády Benátek a Ancony, poté vystřídal službu na různých lodích a v roce 1851 získal hodnost praporčíka. Mimo jiné byl pobočníkem velitele námořní základny v Pule a působil také u arzenálu v Benátkách. Absolvoval rychlý služební postup (poručík II. třídy 1856, poručík I. třídy 1857) a ve válce se Sardinií byl velitelem škuneru SMS Arethusa (1859). V dalších letech se podílel na mapovém zpracování toku a ústí řeky Pád (1859–1861).
V roce 1861 byl povýšen na fregatního kapitána, poté byl pobočníkem velitele námořní základny v Benátkách (1864–1865) a krátce působil také na ministerstvu války (1865–1866). Během války s Itálií se jako velitel parníku SMS Elisabeth zúčastnil Bitva u Visu (1866). Několik dalších let strávil cestami a geografickým průzkumem Jaderského pobřeží (1866–1872). Mezitím byl k datu 24. října 1869 povýšen do hodnosti kapitána řadové lodi. V roce 1872 byl přidělen ke komisi pro výstavbu lodí a v roce 1873 byl přeložen k námořní základně v Terstu.
Jako velitel korvety SMS Erzherzog Friedrich absolvoval v letech 1874–1876 dvouletou cestu kolem světa. Cílem této expedice bylo navázání obchodních vztahů s Japonskem a Siamským královstvím, ale také astronomické pozorování přechodu Venuše mezi Zemí a Sluncem. Z domovského přístavu v Pule se výprava vydala přes nově vybudovaný Suezský průplav kolem břehů Indie a Číny. V Tokiu byla posádka lodi přijata k audienci císařem císařem Mucihitem. Z východní Asie pokračovala cesta přes Tichý oceán k břehům severní Ameriky se zastávkou v San Franciscu. Během další cesty kolem jižní Ameriky následovala další zastávka ve Valparaísu, přes Atlantský oceán s přistáním na Azorech a Alžíru se výprava vrátila v červnu 1876 do Puly. Cesty se na pozicích nižších důstojníků zúčastnilo několik později významných osobností námořnictva (Rudolf Berghofer, Friedrich Albert von John, Simon Lehnhart von Lenningsfeld), prvním důstojníkem na lodi byl moravský šlechtic hrabě Ervín Dubský z Třebomyslic, který z cesty zanechal cenný deník a z Dálného východu také přivezl hodnotnou sbírku uměleckých předmětů.
Po návratu ze zámoří byl přidělen ke sborovému námořnímu velitelství v Pule (červen 1876) a v listopadu téhož roku byl povolán do Vídně na ministerstvo války, kde v námořní sekci zastával funkci přednosty technického odboru (1876-1881). V létě 1881 byl ze zdravotních důvodů uvolněn z aktivní služby a k datu 1. února 1882 odešel do penze, při té příležitosti byl povýšen do hodnosti kontradmirála.
Po odchodu do výslužby žil v Terstu a v Benátkách
Zemřel 26. srpna 1893 ve věku 62 let ve Vídni, kde byl pohřben na Ústředním hřbitově.

## Dílo
Během průzkumu pobřeží Jaderského moře se podílel na vzniku několika desítek pobřežních map s podrobnými plány 57 přístavů. Tyto kartografické podklady sloužily v Itálii a Jugoslávii až do druhé světové války. Z podnětu ministerstva války zpracoval výsledky svých výzkumů i literárně. Později publikoval také své poznatky z dvouleté cesty kolem světa, které kromě Vídně vyšly tiskem i v Budapešti a Lipsku.
- Die oesterreichische Küstenaufnahme im Adriatischen Meere über Auftrag des k. k. Reichs-Kriegs-Ministeriums, Terst, 1873; 238 s. [20]
- Aus fernem Osten und Westen; Vídeň, 1879;

## Tituly a ocenění
I když v roce 1848 došlo v Rakousku k úplné emancipaci Židů, Tobias Oesterreicher v zájmu své kariéry konvertoval v roce 1856 na katolickou víru (nakonec v roce 1883 přijal evangelické vyznání). To mu také umožnilo postup ve šlechtické hierarchii, za zásluhy byl v roce 1872 povýšen do šlechtického stavu s titulem rytíř a v roce 1874 získal titul svobodného pána. Během služby u námořnictva získal několik vyznamenání v Rakousku-Uhersku i v zahraničí.

### Rakousko-Uhersko
- rytířský kříž Leopoldova řádu s válečnou dekorací (1866)
- Služební odznak pro důstojníky III. třídy (1869)
- Válečná medaile (1873)
- Řád železné koruny II. třídy (1873)
- Vojenská záslužná medaile (1881)

### Zahraničí
- Řád Medžidie IV. třídy (1859, Osmanská říše)
- komandérský kříž Řádu Guadalupe (1867, Mexiko)
- Řád slávy I. třídy (1871, Tunisko)